# Filmin
Filmin, o FilminCAT pel que fa a la seva versió de continguts en català, és una empresa d'entreteniment (Comunidad Filmin SL) i un servei per subscripció que ofereix majoritàriament cinema d'autor i independent, però també títols de cinema comercial per mitjà del servei de vídeo sota demanda i la retransmissió en directe. Va sorgir el 2006 però no va ser fins al 2010, any en què va ser rellançada, que va començar a sonar i fer-se un forat al món del cinema en línia, també anomenat cinema de sofà.
A les primeres de la dècada del 2020 tenia més de 800.000 visitants al mes, més de 2.500.000 pel·lícules servides a l'any i un catàleg de més de 10.000 títols.

## Història
La plataforma es va llançar l'any 2006 i té darrere diferents empreses de cinema independent: Alta Films, Avalon Distribució, El Desig, Golem, Tornasol, Vertigen Films, Versus Entertaiment, Wanda Visió i Cameo. Se'ls va unir la companyia de disseny en línia Vostok, i també compta amb la col·laboració de Brightcove, companyia especialitzada en transmissió de vídeo per Internet. Després d'uns primers anys de proves, la pàgina web es va rellançar el juny de 2010. Des de llavors el catàleg s'incrementà dia a dia i ara ja tenen més de 7.000 títols. L'expresident de l'Acadèmia de Cinema, Enrique González Macho, és un dels socis fundadors de la plataforma.
Des de la seva fundació, Filmin ha estat la primera empresa de continguts audiovisuals en streaming en: 
- Oferir un servei de tarifa plana (2008)
- Llançar una aplicació per iPad (2008)
- Estrenar simultàniament en cinemes i internet amb la pel·lícula Tiro en la cabeza (2008)
- Oferir contingut doblat i subtitulat en català (2010)
- Estrenar simultàniament una pel·lícula en cinemes, DVD i internet amb Carmina o revienta (2012)
- Formar una associació europea de distribució a Internet (Eurovod)[5]
- Llançar els serveis de vídeo a la carta a Mèxic i Portugal.
- La primera plataforma de vídeo a la carta a produir una pel·lícula (Barcelona, nit d'hivern) (2015).

Actualment col·labora amb més de 25 festivals tradicionals entre els quals hi ha el Festival de Sitges, Festival de Rotterdam, Festival de Cinema Europeu de Sevilla, FIRE!! Mostra de cinema LGTB, In-Edit Music, L'Alternativa, Mostra de Cinema de Dons, Docs Barcelona, Abycine, Cinemad, Mecal, Alcine, Notodo filmfest, Low Cost Festival, Festival Rizoma, Festival Inexpert, L'Endemà o el Festival Most.
El gener del 2021 es va saber que Filmin estava preparant la seva primera producció pròpia: una sèrie còmica basada en un llibre.

## Funcionament
La majoria de les pel·lícules i sèries del catàleg s'ofereixen en dues versions, la doblada, i l'original subtitulada.
Per al visionat s'usa la tecnologia de l'streaming de taxa de bits adaptatiu, de manera que la definició depèn de l'amplada de banda que tingui l'usuari, per això Filmin recomana adaptar la qualitat del reproductor segons la connexió, d'1 a 3 MB una qualitat baixa, de 4 a 6 MB una qualitat mitjana i de 7 o més Mb una qualitat alta. Però la gran majoria dels títols es poden visionar en alta definició.
Es pot accedir al catàleg mitjançant el pagament unitari de cada títol que es vulgui veure, o una subscripció mensual, de sis mesos o d'un any, en dues modalitats: 
- Premium: on es pot accedir a tot el catàleg excepte els títols premier.
- Premium+: on es pot accedir a la totalitat del catàleg i es té 3 vals premier al mes per a títols premier.

Un cop s'ha llogat el visionat d'una pel·lícula, no hi ha límit de temps per veure-la, però una vegada premut el botó «Play» per reproduir-la per primera vegada, l'usuari té 72 hores per veure-la.
Filmin es pot veure en gran varietat de suports, des de PC, des de Mac, des d'iPhone, des d'iPad, des de dispositius Android i Android TV (Sony, Philips, Sharp del 2015 ençà), des d'Apple TV i des de televisors Samsung i LG.

## Contingut
La plataforma compta amb més de 10.000 títols, entre els quals hi ha pel·lícules, majoritàriament independents, sèries i curts.
A part de la classificació convencional segons gènere cinematogràfic i la filtració opcional d'ordre d'aparició (conforme l'editorial, les últimes penjades, millor valorades, més vistes o més taquilleres), Filmin ofereix un catàleg de col·leccions temàtiques emmarcades sobre un nucli en comú: ja pot ser envers un eix palpable (autor, època, festival o procedència) o conceptual (ambientació o sensacions).

### The Filmin Times
La plataforma ofereix una pàgina dedicada a rememorar la història i els seus esdeveniments més icònics a través del cinema que ofereix en el seu catàleg. Ells mateixos ho defineixen com «La história contemporánea de Europa contada a través del cine», i ha estat formulada sota la direcció del Programa creatiu de la Unió Europea (Creative Europe Media). The Filmin Times segueix el mateix format que un diari de premsa, amb una portada que recull esdeveniments històrics (com si fossin actuals) que es mostrin en films concrets. A part dels articles principals, trobem els següents apartats per on podem delimitar el contingut que se'ns mostri a pantalla:
- Esdeveniments: selecció d'èpoques i esdeveniments clau per la història del món contemporàni (Revolució Russa, Transició Espanyola, etc)
- Timeline: línia cronològica amb els moviments cinematogràfics més destacables (Nouvelle Vague, Neorrealisme Italià, etc)
- Personatges: catàleg de figures importants de la història (Adolf Hitler, Vladimir Putin, etc)
- Mapa: visualització del mapa d'Europa (Noruega, Hongria, etc)[9]

### Blog
En el blog de Filmin podem trobar des de ressenyes d'opinió, articles sobre festivals amb seleccions de visionats més destacables o fins i tot avisos sobre les pròximes estrenes a la plataforma. Aquesta és una manera de connectar més amb els usuaris de Filmin, sota la premissa de crear un cercle de cinèfils avançats, que és la idea principal que utilitzen per diferenciar-se d'altres plataformes de streaming.

## Atlántida Film Fest
Des del 2011, la plataforma en línia Filmin organitza l'Atlántida Film Fest, el primer festival de cinema a través d'internet de l'Estat espanyol. El certamen té una part exclusivament digital, on s'estrenen pel·lícules per al seu visionat a través d'internet. La vuitena edició va tenir més de 70.000 espectadors.
Des del 2016 té una edició física a Mallorca, l'Atlàntida Mallorca Film Fest, on es projecta de manera gratuïta part de la programació disponible en línia de l'Atlántida Film Fest.

## Premis
A la 59a edició dels Premis Sant Jordi de Cinematografia va obtenir el Premi especial a la indústria.
També ha obtingut el Premi Ciutat de Barcelona al Millor Projecte Innovador, el Premi Tendències d'El Mundo a la Millor Companyia, el Premi Time Out al Millor Projecte de l'Any i dos Premis Projecta els anys 2014 i 2015 al Millor Màrqueting de cinema.
L'any 2021 va obtenir el Premi Nacional de Comunicació com a mitjà d'arrel digital.